# Cafe Extrablatt
Cafe Extrablatt ist eine deutsche Gastronomiekette im Bereich der Systemgastronomie. Sie gehört zur CE Franchise GmbH mit Sitz in Emsdetten. Neben den Cafe-Extrablatt-Betrieben, die im Franchise-System betrieben werden, gibt es Beteiligungen an Systemgastronomie-Unternehmen wie Cafe & Bar Celona oder Poppins (Lippstadt und Minden).

## Konzept
Die Marke betreibt etwa 100 Cafe-Extrablatt-Betriebe überwiegend in deutschen Innenstädten ab etwa 30.000 Einwohnern, die täglich geöffnet sind. Das Konzept richtet sich an ein breites Publikum und beinhaltet ein ganztägiges gastronomisches Angebot. Zu den Produktangeboten gehören das Frühstücksbuffet, Burger und Snacks, Kaffeespezialitäten aus eigener Röst- und Mischungsrezeptur sowie hausgemachte Eistee- und Cocktailkreationen. Ergänzt wird das Sortiment durch vegetarische und vegane Optionen. - Cafe Extrablatt betreibt seine Standorte im Rahmen eines Franchise-Systems; Die Betriebe können dabei auf zentrale Leistungen wie Einkauf, Marketing, IT-Infrastruktur und eine eigene Produktionsküche zugreifen.

## Historie
Die Brüder Richard und Christoph Wefers gründeten 1988 ihr erstes Cafe Extrablatt in Emsdetten. Sie führten damit eine lange Gastronomietradition der Familie fort, wenngleich nun als Systemgastronomie. Bald danach entstanden weitere Extrablatt-Cafés. Eine Produktionsküche für Convenience Food mit eigener Entwicklungsabteilung kam dazu. Es wurde eine Verwaltungs- und Servicegesellschaft gegründet und 2001 eine eigene Logistikzentrale in Emsdetten geschaffen. Die CE Franchise GmbH mit Sitz in Emsdetten fungiert als zentrale Verwaltung und Konzeptgeber.
Im Jahr 2004 wurde das Unternehmen mit dem Hamburger Preis der Zeitschrift „food service“ ausgezeichnet. Preiswürdig erschien der Jury das Partnerschaftskonzept. 2006 wurde ein Cafe Extrablatt in Marrakesch eröffnet. 2006 eröffnete das 50. Cafe Extrablatt in Unna. 

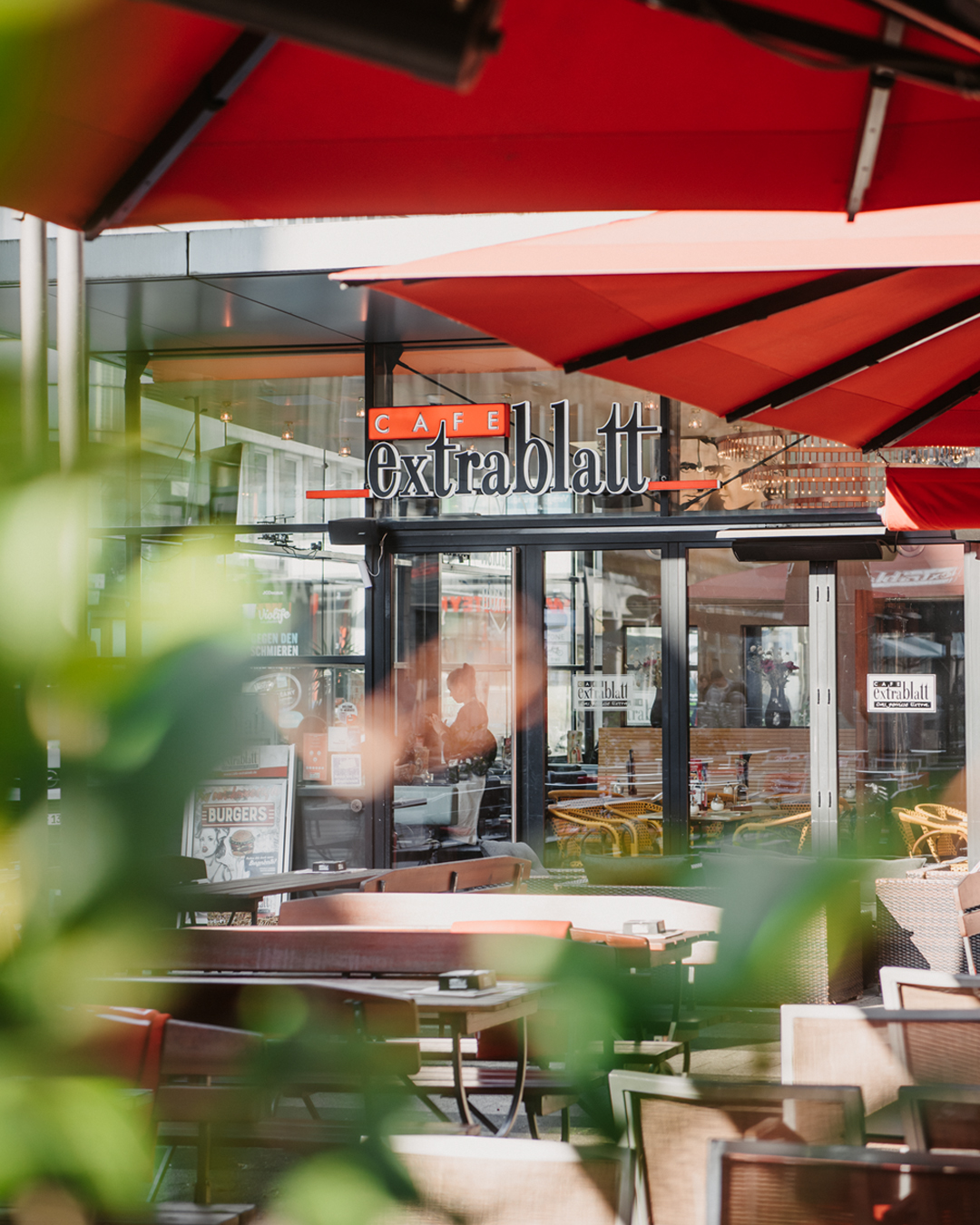
Cafe Extrablatt von Außen
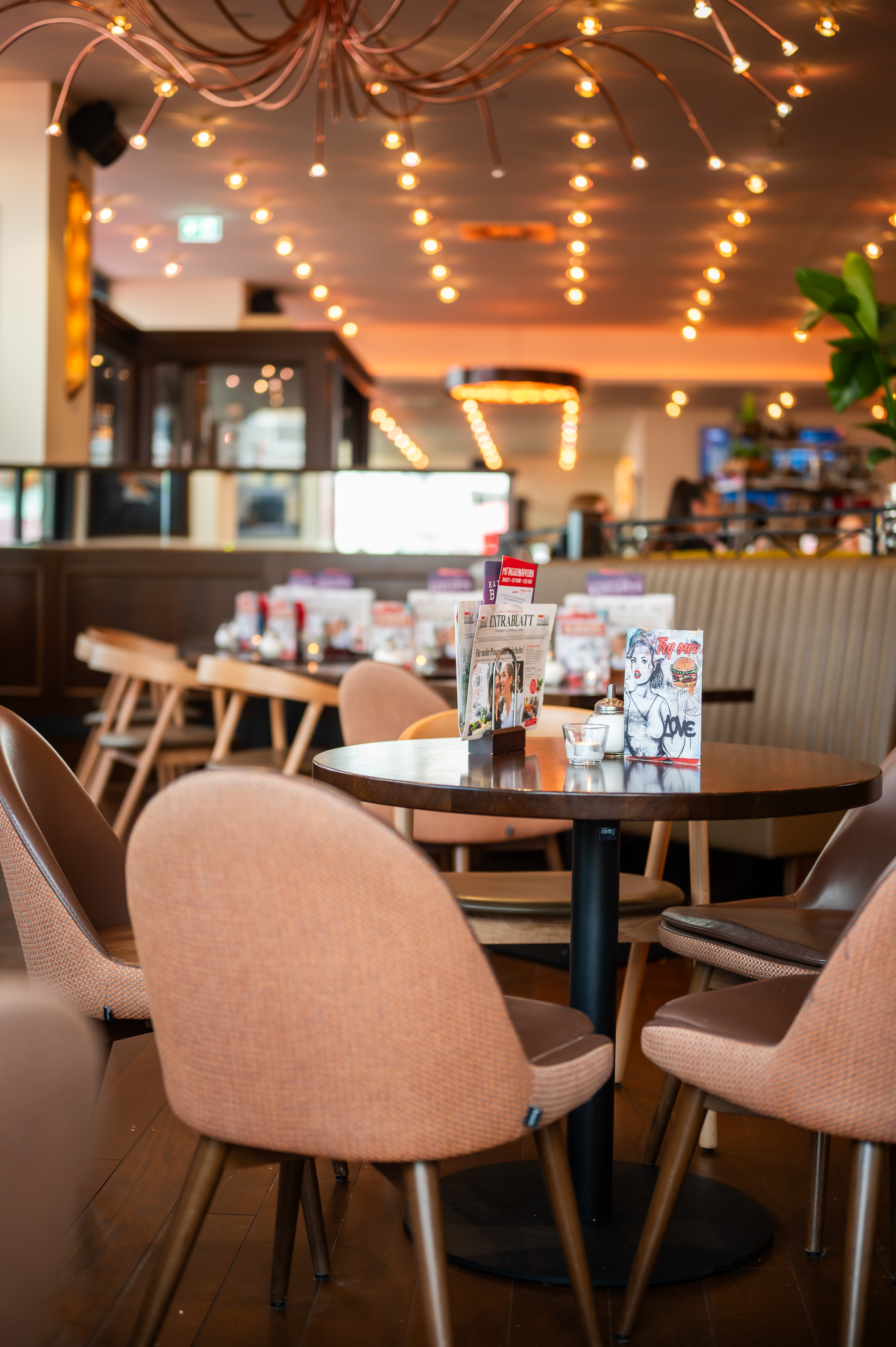
Typisches Cafe Extrablatt Interieur
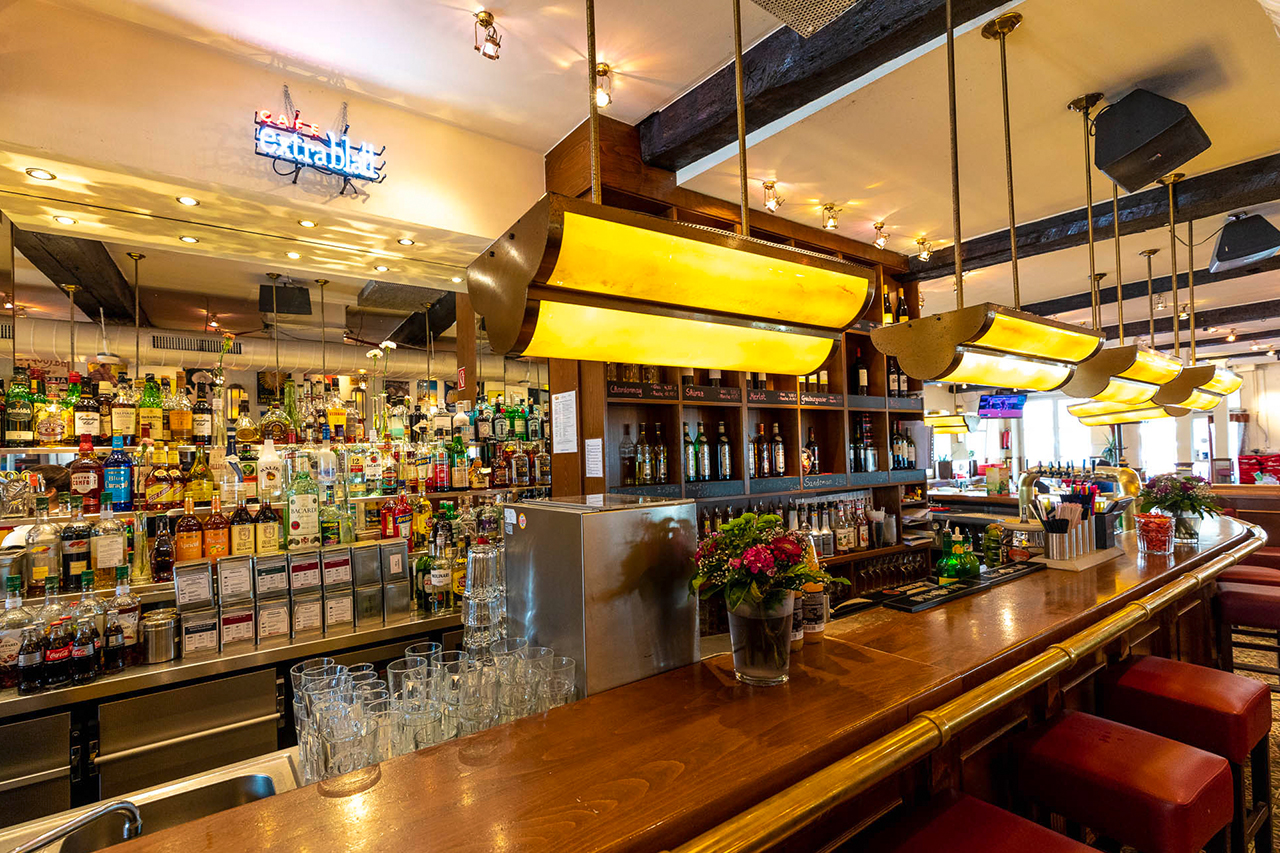
Typische Cafe Extrablatt Theke
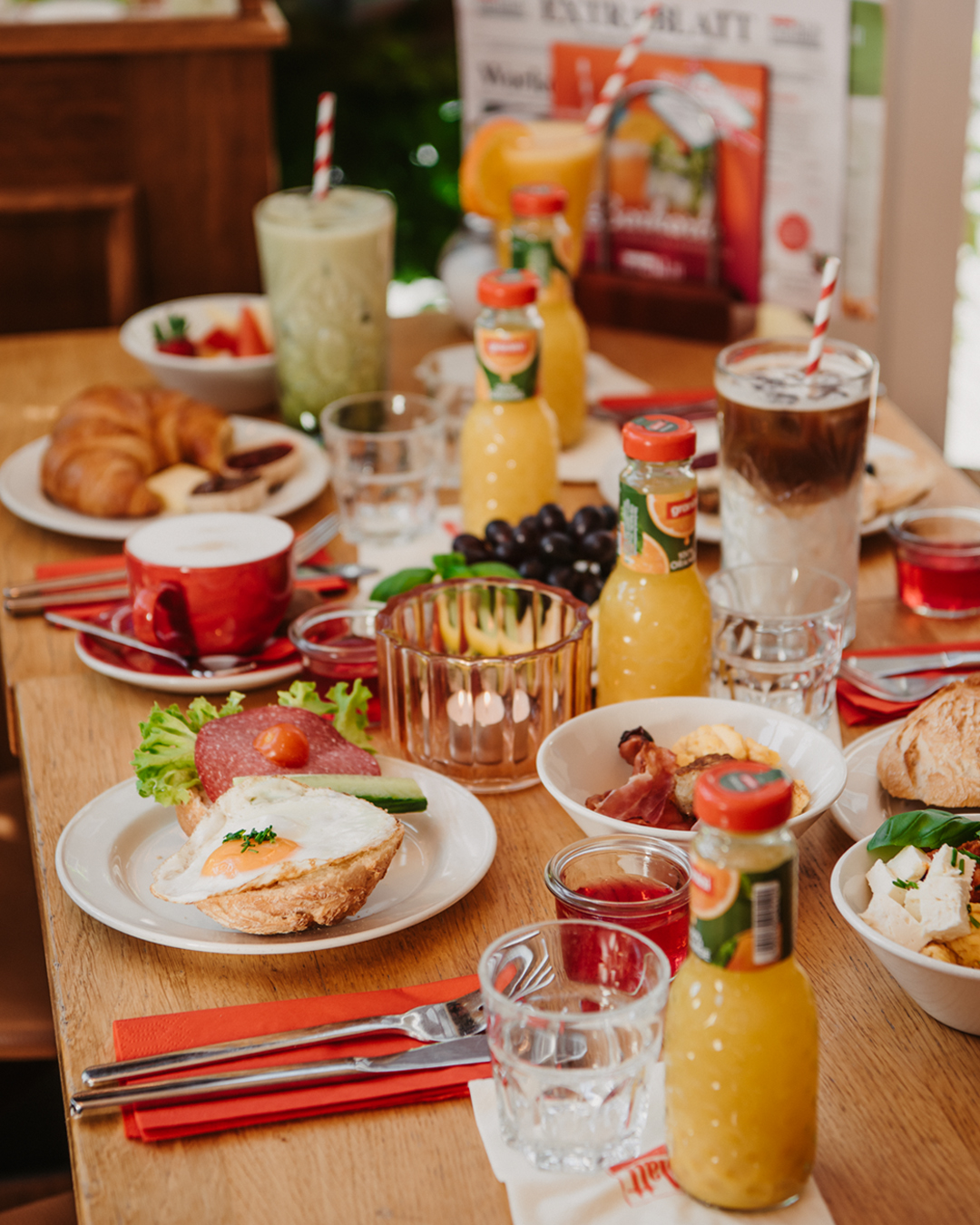
Frückstück im Cafe Extrablatt
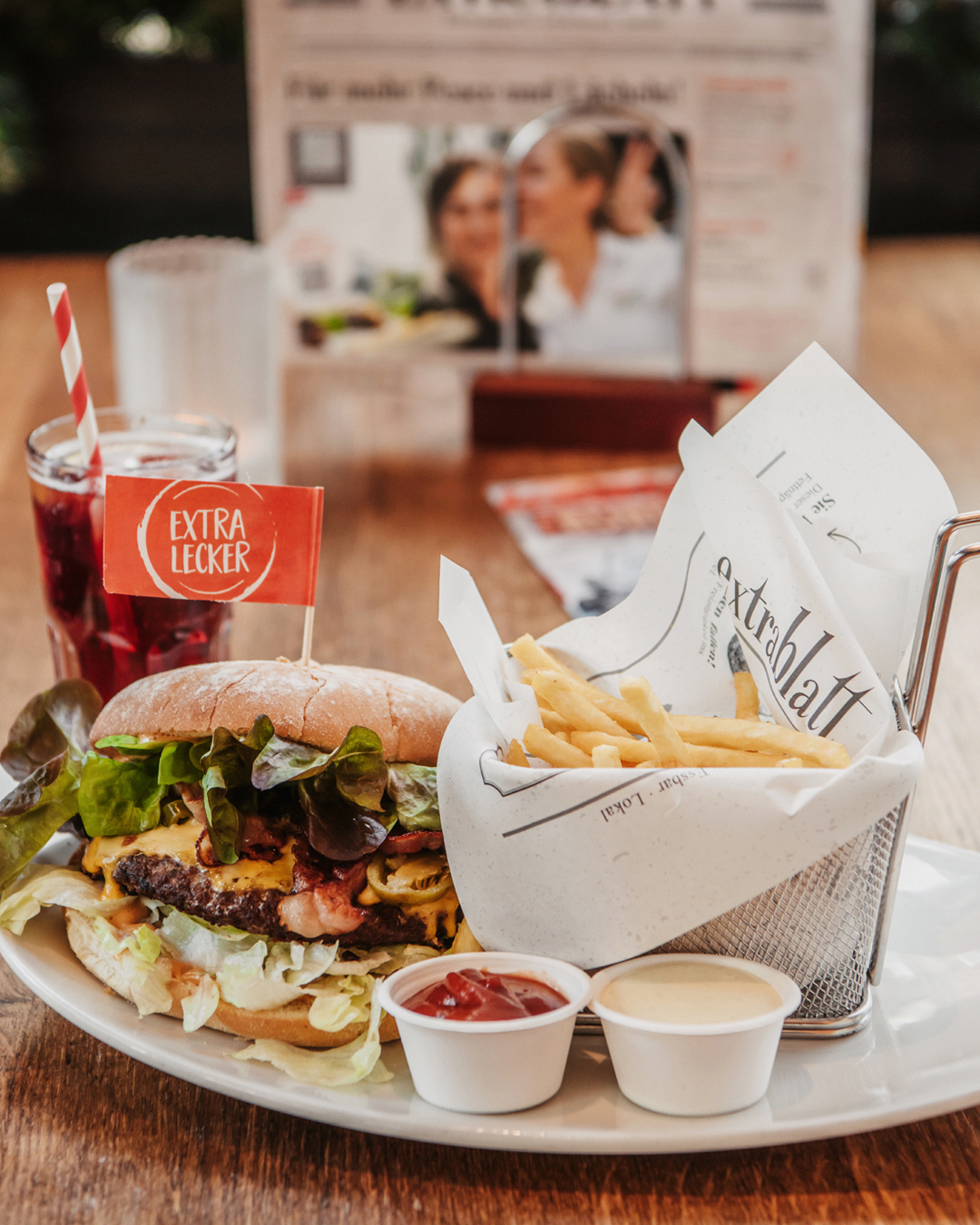
Cafe Extrablatt Typische Produkte
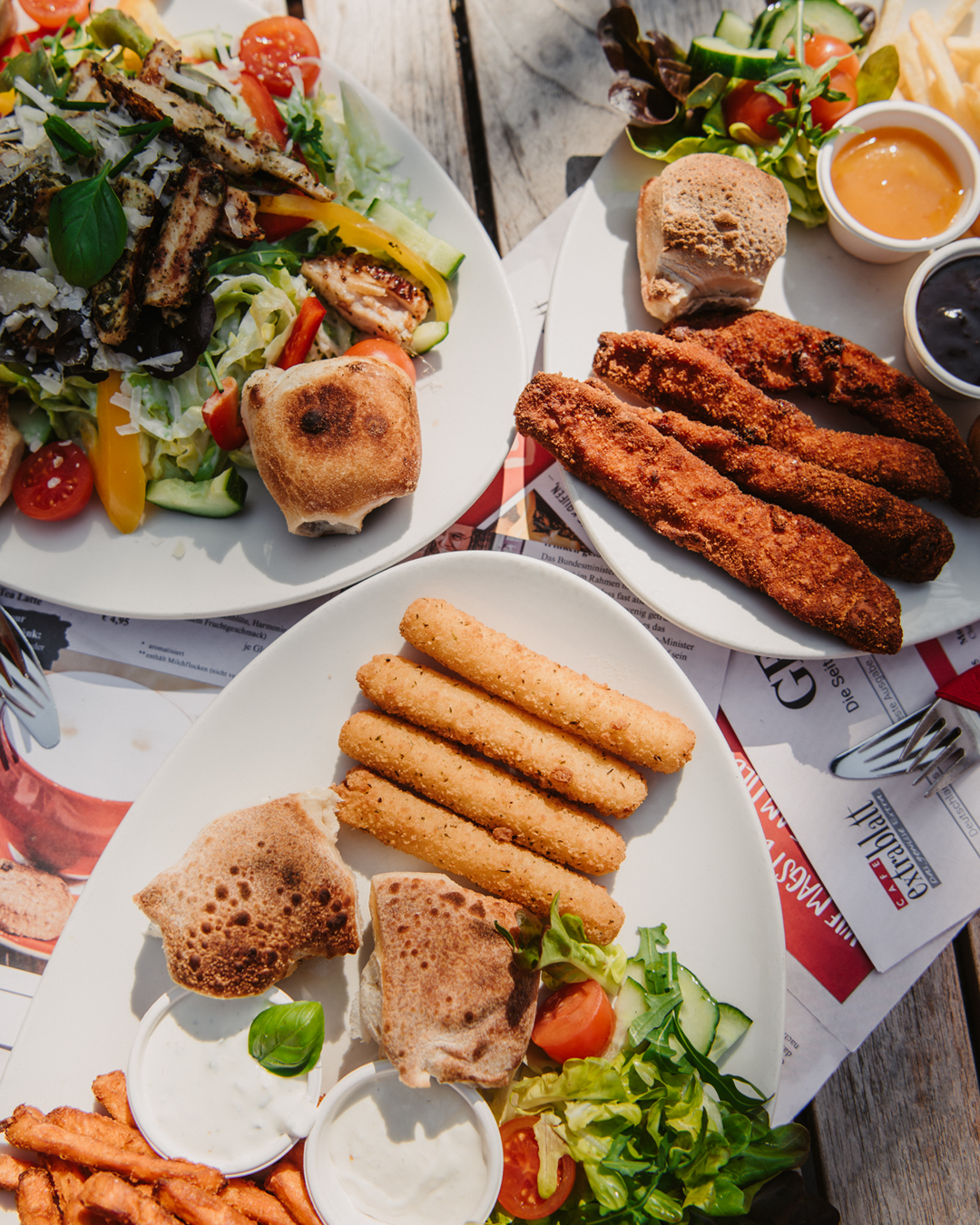
Cafe Extrablatt Typische Produkte